# Rolf Gindorf
Rolf Gindorf (* 14. Mai 1939 in Köln; † 26. März 2016) war ein deutscher Sexualwissenschaftler. Er galt als einer der Pioniere der modernen deutschen Sexualforschung.

## Leben
Gindorf besuchte ein Dolmetscher-Institut und erwarb Abschlüsse in Französisch, Englisch, Spanisch und Arabisch. Er war Mitglied der Mensa International und arbeitete zunächst als Übersetzer. Nach berufsbegleitender Weiterbildung an der Verwaltungs- und Wirtschaftsakademie in den Fächern Wirtschaft, Recht und Sozialwissenschaft war er erfolgreich als Export-Unternehmer tätig (Maschinen und Anlagen nach Nah- und Fernost). Dann studierte er Sexualwissenschaft, Soziologie und Psychologie an der Universität Düsseldorf, am Institute for Advanced Study of Human Sexuality, San Francisco (CA), und an der Maimonides University, Miami (FL). An der Maimonides University erfolgte die Promotion zum Ph.D. in Clinical Sexology, anschließend war er bis 2009 Clinical Assistant Professor an der American Academy of Clinical Sexologists in Orlando (FL).
Gindorf leitete als Klinischer Sexologe das „DGSS-Institut“: das Institut für Lebens- und Sexualberatung der DGSS (Deutsche Gesellschaft für Sozialwissenschaftliche Sexualforschung) in Düsseldorf, mit Schwulen- und Aidsberatung. Er war Präsident (1971–1979), Vizepräsident (bis 2004) und Ehrenpräsident der DGSS. Im Jahr 2004 erhielt er die Magnus-Hirschfeld-Medaille für besondere Verdienste um die Sexualreform.
Seine Hauptarbeitsgebiete waren u. a.: Sexualberatung und -therapie; Schwulenberatung (als Erster 1971), AIDS-/HIV-Prävention (1983 erste deutsche Arbeitsgruppe); theoretische Grundlagen der Sexualwissenschaft; Internet-Präsentation (1996 erste deutschsprachige sexologische Webseiten). Er war Autor und (Mit-)Herausgeber von über 60 sexualwissenschaftlichen Publikationen, darunter acht Büchern (in Deutsch und Englisch).
Zu seinen internationalen Mitgliedschaften, Funktionen und Ehrungen zählen u. a.: Wissenschaftsrat, Shanghai Sex Sociology Research Center; World Association for Sexual Health (WAS); European Federation of Sexology (EFS); Society for the Scientific Study of Sexuality (SSSS); Sexuality Information and Education Council of the United States (SIECUS); Editorial Boards, Journal of Homosexuality und Sexuality and Culture; International Scientific Committees, XIII. (1997, Valencia) und XIV. (1999, Hongkong) World Congress of Sexology sowie 6. Congress of the European Federation of Sexology (2002, Limassol/Zypern).

## Schwerpunkt: Homosexualität
Gindorfs besonderes Engagement galt der Homosexualität in Forschung, Beratung und Privatleben. Schon 1964 machte er seine eigene Homosexualität in einem Zeitschriften-Aufsatz öffentlich. 1971 gründete er den „Düsseldorfer Arbeitskreis Homosexualität und Gesellschaft“, der erfolgreiche Lobby-Arbeit u. a. für schulische Sexualreformen leistete. 1976 konzipierte und organisierte er die ersten Volkshochschul-Kurse für Schwule und Lesben.
Gindorf lebte fast 50 Jahre in festen schwulen Beziehungen, seit 1977 mit Wolfgang Gindorf, geb. Christiaens. Gemeinsam klagten sie sich mit ihrem Heiratswunsch durch alle Instanzen bis zum Bundesverfassungsgericht, das zwar die Klage nicht zuließ, aber dem Gesetzgeber nahelegte, für heiratswillige Schwule und Lesben ein Rechtsinstitut zu schaffen. Dies führte dann zum Lebenspartnerschaftsgesetz, aufgrund dessen die beiden am 1. Oktober 2001 als erstes Paar standesamtlich heirateten.